# 2010년 아시안 게임 사이클
2010년 아시안 게임 사이클은 2010년 아시안 게임의 경기 종목이다. 2010년 11월 13일부터 23일까지 18개 세부 종목으로 진행되었다.

## 경기장
| 도시   | 경기장                     | 원어명                     | 로마자                          | 수용 인원 | 경기      | 주석  |
| ------ | -------------------------- | -------------------------- | ------------------------------- | --------- | --------- | ----- |
| 광저우 | 대학성 트라이애슬론 경기장 | 大学城铁人三项赛场         | University Town Triathlon Venue | 2,648     | 도로 경기 | [ 1 ] |
| 광저우 | 광저우 벨로드롬            | 广州自行车轮滑极限运动中心 | Guangzhou Velodrome             | 8,500     | 트랙      | [ 2 ] |

## 메달 집계
| 순위 | 국가           | 금메달 | 은메달 | 동메달 | 합계 |
| ---- | -------------- | ------ | ------ | ------ | ---- |
| 1    | 중화인민공화국 | 7      | 4      | 8      | 19   |
| 2    | 홍콩           | 4      | 4      | 1      | 9    |
| 3    | 대한민국       | 4      | 1      | 0      | 5    |
| 4    | 말레이시아     | 1      | 1      | 0      | 2    |
| 5    | 중화 타이베이  | 1      | 0      | 1      | 2    |
| 6    | 우즈베키스탄   | 1      | 0      | 0      | 1    |
| 7    | 일본           | 0      | 6      | 3      | 9    |
| 8    | 인도네시아     | 0      | 1      | 0      | 1    |
| 8    | 키르기스스탄   | 0      | 1      | 0      | 1    |
| 10   | 이란           | 0      | 0      | 3      | 3    |
| 11   | 태국           | 0      | 0      | 2      | 2    |
| 합계 | 합계           | 16     | 16     | 16     | 48   |

## 메달리스트
| 종목                      | 금                                     | 은                                | 동                                |
| ------------------------- | -------------------------------------- | --------------------------------- | --------------------------------- |
| 남자 개인 도로 자세히     | 옹캄포 홍콩 (HKG)                      | 타카시 미야자와 일본 (JPN)        | 주롱시 중국 (CHN)                 |
| 남자 도로 독주 자세히     | 최형민 대한민국 (KOR)                  | 웨커 우겐 키르기스스탄 (KGZ)      | 아스카리 후세인 이란 (IRI)        |
| 남자 스프린트 자세히      | 장레이 중국 (CHN)                      | 츠바사 키타쓰루 일본 (JPN)        | 유다이 닛타 일본 (JPN)            |
| 남자 단체 스프린트 자세히 | 중화인민공화국 (CHN)                   | 일본 (JPN)                        | 이란 (IRI)                        |
| 남자 경륜 자세히          | 아왕 아지줄헤스니 말레이시아 (MAS)     | 응 조시아 말레이시아 (MAS)        | 장먀오 중국 (CHN)                 |
| 남자 개인 추발 자세히     | 장선재 대한민국 (KOR)                  | 청킹록 홍콩 (HKG)                 | 리웨이 중국 (CHN)                 |
| 남자 단체 추발 자세히     | 대한민국 (KOR)                         | 홍콩 (HKG)                        | 중화인민공화국 (CHN)              |
| 남자 포인트 자세히        | 츠이쳬브 블라디미르 우즈베키스탄 (UZB) | 옹캄포 홍콩 (HKG)                 | 소흐라비 메디 이란 (IRI)          |
| 남자 크로스컨트리 자세히  | 찬천힝 홍콩 (HKG)                      | 코헤이 야마모토 일본 (JPN)        | 두안지창 중국 (CHN)               |
| 남자 BMX 자세히           | 옹 스티븐 P.M.J. 홍콩 (HKG)            | 아키푸미 사카모토 일본 (JPN)      | 마사히로 삼페이 일본 (JPN)        |
| 여자 개인 도로 자세히     | 흐샤오메이 유 중화 타이베이 (TPE)      | 트리 쿠수마 산티아 싱가포르 (SIN) | 자오나 중국 (CHN)                 |
| 여자 도로 독주 자세히     | 이민혜 대한민국 (KOR)                  | 장판 중국 (CHN)                   | 논딴신 찬펑 태국 (THA)            |
| 여자 500m 독주 자세히     | 리 화이 체 홍콩 (HKG)                  | 구요 솽 중국 (CHN)                | 흐샤오메이 유 중화 타이베이 (TPE) |
| 여자 스프린트 자세히      | 구요 솽 중국 (CHN)                     | 린준홍 중국 (CHN)                 | 리 화이 체 홍콩 (HKG)             |
| 여자 개인 추발 자세히     | 장판 중국 (CHN)                        | 이민혜 대한민국 (KOR)             | 우챠오메이 중국 (CHN)             |
| 여자 포인트 자세히        | 류신 중국 (CHN)                        | 옹완유 홍콩 (HKG)                 | 논딴신 찬펑 태국 (THA)            |
| 여자 크로스컨트리 자세히  | 렌청유안 중국 (CHN)                    | 시칭란 중국 (CHN)                 | 리에 카타야마 일본 (JPN)          |
| 여자 BMX 자세히           | 마리윤 중국 (CHN)                      | 아야카 미와 일본 (JPN)            | 유에콩 중국 (CHN)                 |